# Complete Madness
Complete Madness är den brittiska ska/popgruppen Madness första samlingsalbum, utgivet 1982.
Albumet innehöll Madness dittills största hits från deras tre första album, plus "It Must Be Love" som inte funnits med på något tidigare album, "Take It or Leave It" från Absolutely och som var soundtracket till filmen om Madness med samma namn, "In the City", b-sida till "Cardiac Arrest" och som använts i en bilreklam för Honda, samt "Madness", b-sidan till "The Prince", Madness första singel. Complete Madness låg 88 veckor på UK Albums Chart, varav två på förstaplatsen.

## Låtlista

### Sida 1
1. "Embarrassment" (Lee Thompson, Michael Barson) – 3:13
2. "Shut Up" (Graham McPherson, Christopher Foreman) – 2:53
3. "My Girl" (Barson) – 2:47
4. "Baggy Trousers" (McPherson, Foreman) – 2:48
5. "It Must Be Love" (Labi Siffre) – 3:20
6. "The Prince" (Thompson) – 2:29
7. "Bed & Breakfast Man" (Barson) – 2:34
8. "Night Boat to Cairo" (McPherson, Barson) – 3:33

### Sida 2
1. "House of Fun" (Thompson, Barson) – 2:51
2. "One Step Beyond" (Cecil "Prince Buster" Campbell, Chas Smash) – 2:21
3. "Cardiac Arrest" (Smash, Foreman) – 2:59
4. "Grey Day" (Barson) – 3:41
5. "Take It or Leave It" (Thompson, Barson) – 3:28
6. "In the City" (McPherson, Smash, Barson, Foreman, Crutchfield, Inoue) – 3:01
7. "Madness" (Prince Buster) – 2:40
8. "The Return of the Los Palmas 7" (Barson, Daniel Woodgate, Mark Bedford) – 2:35

## Medverkande
- Mike Barson – keyboard, munspel, vibrafon, marimba, rörklockor
- Mark Bedford – basgitarr
- Chris Foreman – gitarr
- Graham "Suggs" McPherson – sång
- Chas Smash – sång, trumpet
- Lee Thompson – saxofon, sång
- Dan Woodgate – trummor, percussion